# جيلان إرتيم
جيلان ارتيم (من مواليد 1 ديسمبر 1980) هي مغنية وكاتبة أغاني تركية.

## النشأة والوظيفي
بدأت جيلان إرتيم مسيرتها الموسيقية بالانضمام إلى جوقة أطفال بلدية أخيسار. بدأت تعلم العزف على البيانو في عام 1995 وانتقلت إلى اسطنبول في عام 1999 لمواصلة تعليمها الموسيقي. هناك حضرت أكاديمية مجدات جيزن للفنون ودرست الموسيقى الغربية لمدة 2 سنوات. ثم التحقت بقسم الموسيقى في جامعة يوملد أوفز التقنية للحصول على درجة البكالوريوس. في عام 2000، شكلت الفرقة أنيما مع تونكاي كوركماز. أصدرت جيلان، مع جميع أعضائها الذين يدرسون في نفس الكلية في جامعة جامعة يلدز التقنية، ألبومهم الأول والوحيد أنيماسال في عام 2006.
في عام 2008، بدأت في إنتاج البرنامج الإذاعي سوبيداب على راديو العشق، تم بث العرض لمدة 26 أسبوعا.

## العمل الدولي
في عام 2008، سجلت مع فيليب جروبر وانجا سلافين في برلين لمشروع "أوكتوفون". في وقت لاحق، أقامت العديد من الحفلات الموسيقية في برلين أيضا. عملت مع فرق أوروبية أخرى مثل" الحمقى المتحدون "من فرنسا و" بارانا " من هولندا.

## الألبومات
في عام 2010، أصدرت أول ألبوم منفرد لها. تم استدعاء الألبوم سولوك. سجلت الألبوم بأكمله مع 40 موسيقيا. واصلت مع حياتها المهنية منفردا مع أوشتوبيالار جي أوشزيلدير في عام 2012، أمانز أوفز جي أوشنيك في عام 2014، وألبوم الغلاف يوه! في عام 2015. في عام 2016، تمت دعوتها للعمل في المشروع الذي نسبت إليه ليفانيلي، التي غطت عليها كيز كوكوغو. أصدرت ألبومها الاستوديو 4 يين دي أمين في فبراير 2017.

## ديسكغرفي
ألبومات منفردة
- سولوك (2010)
- أوشتوبيالار جي أوشزيلدير (2012)
- أمانز أوفز جي أوشنيك (2014)
- يوه! (2015)
- يين دي أمين (2017)
- سيني سينين جيبيلر سيفسين (2019)
- كاهيل سوهبيتي كيستيم (2020)
- دويويور موسون? (2022)

ألبومات منفصلة
- أنيماسال (مع أنيما) (2006)
- زينوبوليس (مع بارانا) (2011)

الفردي
- "ك أوفر هيفيس" (دويتو مع مابل ماتيز) (2014)
- "هيليلي" (مع كوليكتيف اسطنبول) (2018)
- "جل سيفيليم" (2018)
- "مافي إرموكوكلار "(2018)
- "آدم أولان أنلار "(2020)
- "سير أوشيفر" (الفذ. ميليكي إرماهين) (2020)
- "أورمان" (الفذ. دويجو سويلو) (2020)
- "د إرمنيا هيفسليسي" (2020)
- "إرميكر آن" (الفذ. يونس امري إرسوي (2020)
- "دارداي أوم" (2021)
- "أوشاريسيز" (2021)
- "Gönül Çalamazsan Aşkın Sazını" (feat. هالوك ليفنت) (2021)
- "الأخت" (2021)
- "يا ابن كوسورا باكاكت أوشك" (2022)

كفنان مميز
- "زال إرم" (من الألبوم محزونيي سايغı) (2017)
- "أ أومك أولويوروم إيفاه" (من الألبوم إلهان إرمي إرمين: هديم) (2018)
- "الحفرة بينيم" (مع أوزان دو إرمولو وكوبيلاي الملقب) (2019)
- "الموقع" (من الألبوم ألت إرمن دي أوشيتلر 2) (2019)
- "ديستينا" (من الألبوم هيكايسي فار) (2020)
- "بينيم أنا إرفين إرمز إرملم" (من الألبوم بيرغن) (2022)
- "ر أوشجار" (من الألبوم يني تي أوشرك Zam زمانز أوشز) (2022)